# Carpias algicola
Carpias algicola är en kräftdjursart som först beskrevs av Miller 1941.  Carpias algicola ingår i släktet Carpias och familjen Janiridae. Inga underarter finns listade i Catalogue of Life.